# Carla Marangoni
Pour les articles homonymes, voir Marangoni.
Carla Marangoni, née le 13 novembre 1915 à Pavie et morte le 18 janvier 2018 dans la même ville, est une gymnaste artistique italienne. Bien qu'elle s'appelle Carla, de nombreuses sources reportent erronément le prénom Clara.
À son décès, elle était l'ultime survivante médaillée olympique des Jeux de 1928.

## Carrière et biographie
Carla Marangoni remporte aux Jeux olympiques d'été de 1928 à Amsterdam la médaille d'argent du concours général par équipes féminin avec Bianca Ambrosetti (1914-1928), Lavinia Gianoni (1911-2005), Luigina Perversi (1914-1983), Diana Pizzavini (1911-1989), Anna Luisa Tanzini, Carolina Tronconi, Ines Vercesi, Rita Vittadini, Virginia Giorgi, Germana Malabarba et Luigina Giavotti. Il s'agit de la première médaille olympique remportée par une équipe sportive féminine italienne.
Après les Jeux d'Amsterdam, Carla Marangoni abandonne la gymnastique mais continue de se maintenir en forme. Elle a longtemps travaillé à la Motorisation Civile de Pavie ; elle a été l'une des premières femmes italiennes à obtenir le permis de conduire et le permis bateau. Personnalité très indépendante, elle n'a jamais voulu se marier.
Avant son décès, Carla était la dernière survivante parmi les médaillés aux Jeux olympiques de 1928. Elle était également la médaillée olympique vivante dont l'attribution de la médaille est la plus ancienne.